# 古井戸秀夫
古井戸 秀夫（ふるいど ひでお、1951年10月8日 - ）は、日本の歌舞伎研究者。東京都生まれ、東京都中野区在住、日本演劇協会会員（2023年現在）。東京大学人文社会系研究科教授を経て、同名誉教授。

## 経歴
1951年、東京都生まれ。1974年、早稲田大学第一文学部演劇専修を卒業し、同大学院文学研究科に進んで郡司正勝に師事した。1982年に同大学大学院博士課程を退学。
1981年より早大文学部助手。1984年に専任講師、1987年に助教授、1992年に教授昇進。2006年、東京大学次世代人文学開発センター文化資源学教授となった。2017年3月に東京大学を定年退職し、名誉教授・特任教授となった。

## 受賞・栄典
- 2018年：『評伝鶴屋南北』で第70回読売文学賞を受賞。
- 2019年：第69回芸術選奨文部科学大臣賞、第51回日本演劇学会河竹賞、第41回角川源義賞を受賞。

## 研究内容・業績
歌舞伎を研究テーマとし、所作事、生世話物、鶴屋南北を中心に研究テーマとする。該博な知識で文献考証を行うが、郡司に学んだ、論文に注をつけない執筆スタイルが特徴。

## 著書
- 『舞踊手帖』 駸々堂出版、1990。新版・新書館、2000
- 『歌舞伎―問いかけの文学』 ぺりかん社、1998
- 『歌舞伎入門』 岩波ジュニア新書、2002
- 『評伝 鶴屋南北』 白水社、2018 - 2巻組
- 『鶴屋南北』 吉川弘文館<人物叢書>、2020

### 編著
- 並木五瓶『五大力恋緘・楼門五三桐』白水社<歌舞伎オン・ステージ>、1987
- 『歌舞伎 新潮古典文学アルバム22』新潮社、1992
- 河竹黙阿弥『天衣紛上野初花』白水社<歌舞伎オン・ステージ>、1997
- 『新日本古典文学大系96 江戸歌舞伎集』鳥越文蔵・和田修共校注、岩波書店、1997
- 『福森久助脚本集』国書刊行会<叢書江戸文庫>、2001
- 『歌舞伎登場人物事典』河竹登志夫監修、白水社、2006、普及版2010
- 『鶴谷南北未刊作品集』全3巻　校訂・編集　白水社、2021-2022

## 論文
- <古井戸秀夫